# Robert Lewis Taylor
Pour les articles homonymes, voir Taylor.
Robert Lewis Taylor, né le 24 septembre 1912 à Carbondale  dans l’Illinois et mort le 30 septembre 1998  à Southbury dans le Connecticut, est un écrivain américain.

## Biographie
Il obtient le prix Pulitzer en 1959 pour The Travels of Jaimie McPheeters (Le Long Voyage de Jaimie Mac Pheeters).

## Œuvres traduites en français
- Les Capitaines du "Matecumbe" [« A Journey to Matecumbe »], trad. de Collin Delavaud, Paris, Éditions Stock, 1962, 431 p. (BNF 33189223)
- Le Long Voyage de Jaimie Mac Pheeters [« The Travels of Jaimie McPheeters »], trad. de Jean-René Major, Paris, Le Mercure de France, coll. « Parallèles », 1964, 325 p. (BNF 33189224)
- L’Extravagant W. C. Fields [« W. C. Fields : his follies and fortunes »], trad. de Michel Lebrun, Paris, Éditions J.C. Lattès, 1974, 318 p. (BNF 34566595) - rééd. Ramsay, 1989